# Powiat czortkowski (II Rzeczpospolita)
Powiat czortkowski – jeden z 17 powiatów województwa tarnopolskiego II Rzeczypospolitej. Siedzibą powiatu było miasto Czortków. W 1921 r. powiat zajmował 694 km kw.
1 sierpnia 1934 r. dokonano nowego podziału powiatu na gminy wiejskie.

## Gminy wiejskie w 1934 r.
- gmina Biała
- gmina Białobożnica
- gmina Dżuryn
- gmina Jagielnica I
- gmina Jagielnica II
- gmina Kolędziany
- gmina Kosów
- gmina Pauszówka
- gmina Świdowa
- gmina Ułaszkowce

## Miasta
- Czortków
- Jagielnica (do 1.8.1934)

Wg spisu powszechnego z r. 1931, 84 008 mieszkańców powiatu czortkowskiego podało następujące języki za ojczyste:
- ukraiński - 40 866 osób - 48,6%
- polski - 36 486 - 43,4%
- żydowski - 6 474 - 7,7%
- inne - 182 - 0,2%

## Starostowie
- Julian Strusiński (w lipcu 1927 mianowany radcą wojewódzkim)[2]
- Adam Fedorowicz-Jackowski (1927[2]–1929[3])
- Jerzy Muszyński (1934)[4]
- August Zgoda[5]
- Jan Kaczkowski (-1937)[6]
- Jan Płachta (1937-)
- Jan Wasiewicz (1938-)[7]